# Natacha Aveline
Pour les articles homonymes, voir Aveline.
Natacha Aveline ou Natacha Aveline-Dubach, née Natacha Dubach le 28 février 1961, est une géographe française spécialiste d'économie politique de la production urbaine en Asie orientale, plus particulièrement au Japon et dans le monde chinois.

## Biographie
Après avoir obtenu une licence d'histoire à Strasbourg puis un DEA de géographie physique à Paris IV-Sorbonne (1986), Natacha Aveline a étudié la langue et civilisation japonaise (licence de l'INALCO en 1992), puis soutenu un doctorat en sciences urbaines à l’EHESS en 1993, qu'elle a complété par une habilitation de recherches à l'université Lyon 2 et un diplôme de langue chinoise (HSK 4). Elle a vécu onze ans en Asie où elle a été visiting scholar dans plusieurs universités (université métropolitaine de Tōkyō, universités de Kyōto, Waseda et Keio pour le Japon, université de Hong Kong et Hangzhou Normal University (en) pour la Chine) et détachée du ministère des Affaires étrangères comme « chercheuse-pensionnaire » à la Maison franco-japonaise. De 2006 à 2010, elle a dirigé le Bureau régional du CNRS Asie du Nord basé à Tokyo.
Ses travaux portent sur les dynamiques foncières et immobilières dans les villes d’Asie orientale, avec des entrées diverses explorant les liens entre transport ferroviaire et aménagement, la mutation des espaces funéraires, l'adaptation de l'urbain au grand âge et la financiarisation de l’immobilier. Son approche comparatiste à l'échelle de l'Asie du nord permet de dépasser l'extrême fragmentation des travaux sur l'urbain caractérisant cette région (organisés en aires culturelles autour de la sinologie, japonologie, taiwanologie, coréanologie…) et en conséquence de revisiter les cadres conceptuels relatifs à la production urbaine à la lumière des dynamiques immobilières des villes asiatiques.

## Principales publications

### Ouvrages
- La Bulle foncière au Japon, 1995, ADEF, Paris. Ouvrage primé en octobre 1995 par le prix Shibusawa-Claudel.
- La Ville et le rail au Japon, 2003, l’expansion des groupes ferroviaires privés à Tôkyô et Ôsaka, Paris, cnrséditions, collection Asie orientale[5].
- (en) Avec Ling-Hin Li (en direction), 2004, Property Markets and Land Policies in Northeast Asia The Case of Five Cities : Tokyo, Seoul, Shanghai, Taipei and Hong Kong, Maison Franco-Japonaise / Center for Real Estate and Urban Economics, Hongkong-Tokyo.
- Immobilier, l’Asie, la bulle et la mondialisation, 2006, Paris, cnrseditions.
- La place des morts dans les mégalopoles d’Asie orientale (direction), Paris, Indes Savantes, 237 p.
- Vieillissement et déprise urbaine au Japon, les nouveaux défis de l’aménagement, 2015 (direction), Paris, La Documentation Française, collection En détail.
- (en) Avec S.C. Jou et H.H. Hsiao (direction), Globalization and new intra-urban dynamics in Asian cities, 2014, Taipei, Presses de l’Université Nationale de Taiwan.

### Principaux articles et chapitres d'ouvrage
- « Urbanisme et civilisation urbaine », in Jean-Marie Bouissou (dir.), Le Japon Contemporain, Fayard, Paris, 2007, p. 317-338[6].
- (en) « The role of Industrial Estates in Thailand’s Industrialization, new Challenges for the Future », in Patarapong Intarakumnerd, Yveline Lecler (dir.), 2010, Sustainability of Thailand’s Competitiveness Competitiveness: the Policy Challenges, ISEAS, Singapour[7].
- (en) « New patterns of property investment in ‘post-bubble’ Tokyo : the shift from land to real estate as a financial asset », in N. Aveline-Dubach, S.C. Jou, and H.H. Hsiao (dir.,) Globalization and new intra-urban dynamics in Asian cities, Taipei, National Taiwan University Press,  p.265-294[8]
- (en) « Embedment of ‘Liquid’ Capital into the Built Environment: The Case of REIT Investment in Hong Kong », 2016, Issues & Studies, Vol. 52, n° 4, 32 p.[9].
- « La centralité du foncier dans le régime d’accumulation du capital en Chine », 2017, Revue de la Régulation, 21, 25 p. DOI : 10.4000/regulation.12262[10].
- (en) Avec Guillaume Blandeau, « The Political Economy of Transit Value Capture: The Changing Business Model of the MTRC in Hong Kong », Urban Studies, 2019, 56 (16), 3415-343[11].
- Avec  Thibault Le  Corre, Eric Denis, Claude Napoléone, 2020, « Les futurs du foncier : modes d’accumulation du capital, droit de propriété et production de la ville ». In collectif CNRS (direction), Pour la Recherche Urbaine, Paris, cnrseditions, p. 313-336[12].
- (en) « The Financialization of Rental Housing in Tokyo », 2020, Land Use Policy, DOI:  10.1016/j.landusepol.2020.104463[13].
- (en) « China’s Housing Booms: A Challenge to Bubble Theory », 2020, in Denise Pumain (direction), Theories and Models of Urbanization, Lecture Notes in Morphogenesis. Springer, Cham, 183-208.
- (en) « The Financialization of Real Estate in Megacities and its Variegated Trajectories in East Asia », 2020, In André Sorensen and Danielle Labbé (dir.), Handbook of Megacities and Megacity Regions, Edward Elgar, 394-409[14].

## Vidéos
- Avec Jean Jimenez, 2000, Mourir à Tôkyô, film documentaire de 52 minutes sur les mutations funéraires sous l'effet de la pression foncière à Tokyo, produit par le Centre Multimedia de l’université Toulouse 2 (1995)[15].
- Dans le cadre de l'AVRIST, 2019, L’innovation en Chine, décryptage des enjeux urbains, socio-économiques et technologiques, vidéo de synthèse du colloque MEDIUM de juin 2018 à l'Hôtel de l'Industrie (Paris)[16].